# Bashahr (stato)
Lo Stato di Bashahr (indicato anche come Bushahr, Bashahr, Bussahir o Bushair) fu uno stato principesco del subcontinente indiano, avente per capitale la città di Kamru.

## Storia
Lo stato di Bushahr, già esistente da diversi secoli, venne occupato dal 1803 al 1815 dai gurkha del Nepal. Ranjit Singh, regnante dell'impero sikh nel Punjab, intervenne nella regione nel 1809 e scacciò l'esercito nepalese dall'area ad est del fiume Satluj. Contemporaneamente nacque una rivalità tra il Nepal e la Compagnia britannica delle Indie orientali che sfociò poi nella guerra anglo-nepalese (1815–16) da cui gli inglesi uscirono vittoriosi. Le due parti siglarono il Trattato di Sugauli, a seguito del quale i gurkha vennero espulsi da Kamru, capitale di Bushahr.
Nel 1898, lo stato di Bushahr venne annesso direttamente dall'amministrazione britannica anche se il raja rimase nominalmente in carica. Dopo l'occupazione britannica, lo stato di Bushahr divenne il più ampio degli stati delle colline di Simla. Nel 1906 i contadini di Bushahr si rivoltarono per l'eccessivo carico fiscale a loro carico.
Lo stato entrò a far parte dell'India con l'indipendenza dello stato nel 1948.

### Regnanti
I regnanti di Bashahr avevano il titolo di rana sino all'occupazione nepalese, dopo la quale ottennero il titolo di raja.

#### Rana
- ????: Kehri Singh
- ????: Ram Singh
- ???? - 1803 : Ugar Singh
- 1803 - 1815 : Occupazione nepalese

#### Raja
- 1816 - 1850 : Mahendra Singh
- 1850 - 1887 : Shamsher Singh
- 1887 - 1898 : Raghunath Singh
- 1898 - 1914 : Shamsher Singh (2ª volta)
- 1914 - 1947 : Padam Singh
- 1947 - 1948 : Virbhadra Singh